# Bataille de Cocherel, 16 mai 1364
La Bataille de Cocherel, 16 mai 1364 est un tableau de Charles-Philippe Larivière, peint en 1839. Il s'agit de l'une des œuvres visibles dans la galerie des batailles, au château de Versailles, en France.

## Description
La Bataille de Cocherel est une huile sur toile, de 4,25 m de haut sur 2,60 m de long. Elle représente une scène de la bataille de Cocherel, en 1364.

## Localisation
L'œuvre est située dans la galerie des batailles, dans le château de Versailles. Les toiles de la galerie étant disposées par ordre chronologique, elle est placée entre celles représentant la bataille de Cassel (1328) et le siège d'Orléans (1429).

## Historique
En 1833, le roi Louis-Philippe, au pouvoir depuis 3 ans, décide de convertir le château de Versailles en musée historique de la France. La galerie des batailles est inaugurée en 1837. 33 toiles monumentales y sont disposées, dépeignant des épisodes militaires de l'histoire de France.
Charles-Philippe Larivière peint la toile en 1839 et l'expose au Salon la même année.

## Artiste
Charles-Philippe Larivière (1798-1876) est un peintre français.